# Alfredo V. Bonfil (Morelos)
Alfredo V. Bonfil es una localidad del estado mexicano de Morelos. Es parte del municipio de Tlaquiltenango.

## Toponimia
El nombre de la localidad rinde homenaje a Alfredo V. Bonfil, líder campesino y presidente de la Confederación Nacional Campesina.

## Demografía
| Gráfica de evolución demográfica |
|                                  |

| Censo | Población |
| ----- | --------- |
| 1980  | 530       |
| 1990  | 1399      |
| 2000  | 2057      |
| 2010  | 2068      |
| 2020  | 2166      |